# Ayyankere
Ayyankere (o Dodda-Madagkere) és un llac artificial a l'est de les muntanyes Baba Budan a Karnataka, creat per l'embassament del Gaurihalla que flueixen cap a fora en l'anomenat riu Veda que s'uneix a l'Avati per formar el Vedavati. Té una circumferència d'11 km, una longitud de 527 metres i una profunditat d'11 metres. Dins el llac hi ha alguns illots.
El va construir segons la tradició el rei llegendari Rukmangada Raya de Sakaraypatna, i protegia aquesta ciutat d'inundacions; a l'embarcador hi ha una inscripció del segle xiii quan els reis Hoysala van fer reparacions.